# Chorzele (gmina 1870–1919)
Chorzele – dawna gmina wiejska istniejąca na przełomie XIX i XX wieku w guberni płockiej. Siedzibą władz gminy była osada miejska Chorzele.
Gmina Chorzele powstała za Królestwa Polskiego – 1 stycznia?/13 stycznia 1870 w powiecie przasnyskim w guberni płockiej w związku z utratą praw miejskich przez miasto Chorzele i przekształceniu jego w wiejską gminę Chorzele w granicach dotychczasowego miasta.
Jako gmina wiejska jednostka przestała funkcjonować 7 lutego 1919 w związku z przywróceniem Chorzelom praw miejskich i przekształceniem jednostki w gminę miejską.